# Balimela
Balimela is een stad en “notified area” in het district Malkangiri van de Indiase staat Odisha. 

## Demografie
Volgens de Indiase volkstelling van 2001 wonen er 11.500 mensen in Balimela, waarvan 52% mannelijk en 48% vrouwelijk is. De plaats heeft een alfabetiseringsgraad van 57%. 